# Mehki osat
Mehki osat (znanstveno ime Cirsium oleraceum) je trajnica iz družine nebinovk.

## Opis
Mehki osat zraste do 1,5 m v višino in ima enojno steblo, ki se redko deli na več vej. Listi rastline so pernato deljeni z roglji, zgornji pa so celi in nazobčani. Značilno zanje je, da objemajo steblo. Cvetovi so koški rumene barve, ki v premeru merijo od 2,5 do 4 cm. Mehki osat uspeva na vlažnih tleh osrednje in vzhodne Evrope ter Azije po travnikih, močvirjih, pa tudi med grmovjem in v svetlih gozdovih.
Mlada stebla so užitna.